# Macul (métro de Santiago)
Macul est une station de la ligne 4 du métro de Santiago. Elle est située en limite des communes La Florida, Peñalolén et Macul, à proximité de Santiago au Chili.

## Situation sur le réseau

Plan du métro.

Établie en aérien, Macul, est une station de passage de la ligne 4 du métro de Santiago. Elle est située entre la station Las Torres, en direction du terminus nord Tobalaba, et la station Vicuña Mackenna, en direction du terminus sud Plaza de Puente Alto.

## Histoire
La station Macul est mise en service le 2 mars 2006. Elle est nommée en référence à l'avenue éponyme, à une grande intersection point de départ d'avenues importantes, l'avenue Departamental, suivie de l'avenue Macul, l'avenue La Florida et l'avenue Américo Vespucio, voie qui permet de rejoindre ancien périphérique Rotonda Departamental, qui, pour des raisons de sécurité et de fluidité du trafic, a été remplacé par une interconnexion entre ces avenues, réglementée par des feux de circulation.

## Projet
Le projet de la future ligne 8, s'il est réalisé, devrait établir une correspondance avec la ligne 4.